# مديرية مذيخرة

تعديل مصدري - تعديل

مديرية مذيخرة إحدى مديريات محافظة إب في وسط اليمن. بلغ عدد سكانها 77835 نسمة عام 2004، وهي تمتلك أعلى كثافة سكانية في المحافظة.

## معلومات جغرافية
تقع مديرية مذيخرة على بعد 40 كيلومتر تقريباً غرب محافظة إب (تبعد حوالى 35 كيلومتراً شمال غرب تعز تحيط بها من الشمال مديرية العدين ومن الغرب والجنوب شرعب السلام وشرعب الرونه أجزاء من تعز، ومن الشرق مديرية ذي السفال. وتبلغ مساحتها نحو 200 كيلومتراً مربعاً. يبلغ تعداد سكانها حوالى 80 الف نسمة وقد يكون الآن مضاعف يتوزعون على 14 عزلة كما يوجد بها أكثر من 56 مدرسة.

## التقسيم الإداري
تتكون مديرية مذيخرة من عزل هي:
مذيخرة، بني علي، بني الورد، الأشعوب، حمير، خولان، المزهر، الزاملية، حليان، بني مليك، الجوالح، حزة، المغاربة، العقرمي، الحمادي.
تشتهر مذيخرة بالزراعة، الرعي، وتربية النحل، تتمتع بوفرة المياه كغيرها المناطق التابعة لإب. يتحدّث أهلها اللهجة العدينية.